# Hagen (Gagnef)
Hagen is een plaats in de gemeente Gagnef in het landschap Dalarna en de provincie Dalarnas län in Zweden. De plaats heeft 67 inwoners (2005) en een oppervlakte van 20 hectare.